# بوليتيان
بوليتيان (بالإنجليزية: Politian)‏ (صدر عام 1835) هي المسرحية الوحيدة المعروفة بقلم إدغار ألان بو، وألفها في عام 1835، ولكنها لم تكتمل.
المسرحية هي نسخة خيالية لحدث حقيقي في ولاية كنتاكي: مقتل سولومون شارب على يد جيروبوام بوشامب في عام 1825. كان ما سمي بـ «مأساة كنتاكي» حدثا وطنيا واقتبس في الأدب عدة مرات. ومع ذلك اختار بو أن يضع روايته في روما في القرن السادس عشر. كتب بو المسرحية خلال الفترة التي قضاها مع ساذرن ليتراري ماسنجر وخلال بعض الأزمات الشخصية. تم نشر الدفعة الأولى من بوليتيان في تلك الجريدة في ديسمبر 1835 بعنوان «مشاهد من دراما غير منشورة». وصدرت الدفعة الثانية في يناير 1836، ولكن لم يتم الانتهاء من المسرحية أبدا.
لم تتلقى المسرحية مراجعات جيدة. ودفع فشلها بو أن يتوقف عن كتابة أعمال أطول ويركز بدلا من ذلك على القصص القصيرة. وبقيت بوليتيان دون أن تكتمل وظلت مسرحية بو الوحيدة.